# Jan Antonín Koželuh
Jan Evangelista Antonín Tomáš Koželuh, niem. Johann Antonin, także Koželuch, Kotzeluch, Koscheluch, Goscheloch (ur. 14 grudnia 1738 w Velvarach, zm. 3 lutego 1814 w Pradze) – czeski kompozytor. 

## Życiorys
Kuzyn Leopolda Koželuha. Podstawy edukacji muzycznej odebrał w rodzinnych Velvarach, następnie był chórzystą w kolegium jezuickim w Březnicach. Około 1755 roku był uczniem Josefa Segera w Pradze. W latach 1760–1763 był dyrygentem chóru w Rakovníku, kantorem w Velvarach i chórzystą w kilku praskich kościołach. Studiował w Wiedniu u Glucka, Gassmanna i Hassego. W 1766 roku osiadł w Pradze, gdzie uczył śpiewu i gry na fortepianie, a także dyrygował chórem przy kościele św. Franciszka. Od 1784 roku pełnił funkcję kapelmistrza w katedrze św. Wita, sprawował też analogiczny urząd w klasztorze na Strahowie.

## Twórczość
Był autorem około 400 utworów, jednak atrybucja wielu z nich z powodu sygnowania samym tylko nazwiskiem jest niepewna i przypisywane są one też Leopoldowi. Dużą część jego twórczości stanowi muzyka chóralna. Początkowo uprawiał tradycyjne formy polifoniczne, po osiedleniu się w Pradze skłonił się ku stylowi późnej szkoły neapolitańskiej, z czasem ograniczył jednak koloraturę i wrócił do polifonii. 
Skomponował m.in. opery Alessandro nell’Indie (wyst. Praga 1769) i Il Demofoonte (wyst. Praga 1771), 2 oratoria, około 45 mszy, 5 requiem, 4 symfonie, koncert obojowy, 2 koncerty fagotowe.